# Ouzouer-sous-Bellegarde
Ouzouer-sous-Bellegarde è un comune francese di 273 abitanti situato nel dipartimento del Loiret nella regione del Centro-Valle della Loira.

## Società

### Evoluzione demografica
Abitanti censiti